# Баумхолдер
Баумхолдер (њем. Baumholder) град је у њемачкој савезној држави Рајна-Палатинат. Једно је од 96 општинских средишта округа Биркенфелд. Према процјени из 2010. у граду је живјело 4.069 становника. Посједује регионалну шифру (AGS) 7134005.

## Географски и демографски подаци
Баумхолдер се налази у савезној држави Рајна-Палатинат у округу Биркенфелд. Град се налази на надморској висини од 420-540 метара. Површина општине износи 69,5 km². У самом граду је, према процјени из 2010. године, живјело 4.069 становника. Просјечна густина становништва износи 59 становника/km².

## Међународна сарадња
| Мјесто | Држава    | Врста сарадње | Од    |
| ------ | --------- | ------------- | ----- |
| Варк   | Француска | партнерство   | 1975. |
| Извор  |           |               |       |